# José Francisco Porras
José Francisco Porras Hidalgo (* 8. November 1970 in Grecia) ist ein ehemaliger costa-ricanischer Fußballtorhüter.
1989/90 gab er sein Debüt in der ersten Liga Costa Ricas. Nach seinem Wechsel zum costa-ricanischen Spitzenteam Deportivo Saprissa musste er lange hinter Torwart-Ikone Erick Lonnis zurückstehen, nach dessen Karriereende rückte er aber zum Stammtorhüter auf. Mit Saprissa wurde er viermal Landesmeister und gewann 2005 den CONCACAF Champions Cup.
Bereits 1989 spielte er in der Auswahl seines Landes bei der Junioren-WM. Aber auch in der A-Nationalmannschaft Costa Ricas stand José Porras die meiste Zeit im Schatten von Erick Lonnis. Erst mit 35 Jahren konnte er sich während der Qualifikationsspiele zur Fußball-Weltmeisterschaft 2006 im Kampf um den Platz zwischen den Pfosten gegen Alvaro Mesén durchsetzen. Bei der WM trug er die Nummer 18 im Aufgebot Costa Ricas und war der älteste Spieler im Team.
Titel / Erfolge
- CONCACAF-Champions-Cup-Sieger: 2005 (Deportivo Saprissa)
- Costa-ricanischer Meister: 1993 (Herediano), 1998, 1999, 2004, 2006 (Deportivo Saprissa)